# Bois-d'Ennebourg

Bois-d'Ennebourg este o comună în departamentul Seine-Maritime, Franța. În 1 ianuarie 2022 avea o populație de 576 de locuitori.